# Bành Trạch, Cửu Giang
Bành Trạch (chữ Hán giản thể: 彭泽县) là một huyện thuộc địa cấp thị Cửu Giang, tỉnh Giang Tây, Cộng hòa Nhân dân Trung Hoa. Huyện này có diện tích 1544 ki-lô-mét vuông, dân số năm 1999 là 341.375 người. Mã số bưu chính của huyện là, 332700 Huyện lỵ đóng tại trấn Long Thành. 

## Hành chính
Bành Trạch được chia ra làm 13 đơn vị hành chính cấp hương, gồm 10 trấn và 3 hương. Ngoài ra huyện này còn quản lí 9 đơn vị tương đương cấp hương khác
- Trấn: Long Thành (龙城镇), Miên Thuyền (棉船镇), Mã Đương (马垱镇), Phù Dung Đôn (芙蓉墩镇), Định Sơn (定山镇), Thiên Hồng (天红镇), Dương Tử (杨梓镇), Đông Thăng (东升镇), Nhưỡng Khê (瀼溪镇), Hoàng Hoa (黄花镇)
- Hương: Thái Bình Quan (太平关乡), Hoàng Lĩnh (黄岭乡), Hạo Sơn (浩山乡)

Đơn vị ngang cấp hương khác
- Nhà máy kiến trúc vật liệu (建筑材料厂)
- Trại chăn nuôi thủy sản (水产养殖场)
- Khu khai phát nông nghiệp tổng hợp Thái Bạc Hồ (太泊湖农业综合开发区)
- Khu khai khẩn tổng hợp Thượng Thập Lĩnh (上十岭综合垦殖场)
- Nông trường Phù Dung (芙蓉农场)
- Sở nghiên cứu cây bông (棉科所)
- Phân trường quốc doanh trồng cây bông (棉花原种场国营分场)
- Trại chăn nuôi thủy sản Thái Bạch Hồ (太泊湖水产养殖场)
- Lâm trường Hoàng Lạc (黄乐林场)